# Кутовый, Вячеслав Григорьевич
Вячеслав Григорьевич Кутовый (укр. Вячеслав Григорович Кутовий; род. 24 апреля 1971, Боярка, Киево-Святошинский район, Киевская область, УССР, СССР) — украинский политический деятель. Народный депутат Украины VII созыва. Член партии «Фронт перемен» с 2010 года.

## Образование
С 1978 по 1986 год учился в Вишневский средней школе № 3. С 1996 по 2001 год обучение в Ивано-Франковском государственном техническом университете нефти и газа по специальности «Газонефтепроводы и газонефтехранилища» где и получил квалификацию инженер-механик. С 2001 по 2005 год учился в Киевском национальном университете Шевченко по специальности «Международное право» и получил квалификацию магистра международного права.

## Трудовая деятельность
В городе Вишневом проживает с 1978 года.
- 1986 — 1987 — работал на Киевском производственном обувном объединении «Спорт» участок № 1.
- 1988 — 1988 — работал в Вишнивском спецремстрое Киевского ремстройтреста.
- 1988 — 1990 — работал в фирме ООО «2Р».
- 1990 — 1992 — проходил военную службу в рядах Вооруженных сил Украины.
- 1992 — 1996 — продолжил работу в фирме ООО «2Р».
- 1996 — 2010 — работал в ГП «Укравтогаз» РВУ «Киевавтогаз».
- Октября 1998 — 2006 — занимал должность директора ООО «Газовик».
- Апрель 2006 и до сих пор — занимает должность Председателя общества ООО «Газовик».

## Политическая деятельность
- 2010 — 2012 — депутат Вишневого городского совета города Вишневое, Киево-Святошинского района Киевской области VI созыва.
- С 2011 года — и.о. председателя Вишневой городской организации Политической Партии «Фронт перемен».

С 12 декабря 2012 года — народный депутат Украины VII созыва от партии Всеукраинское объединение «Батькивщина» по одномандатному мажоритарному избирательному округу № 95. По результатам голосования получил победу, набрав 26.9% голосов избирателей. В Верховной Раде стал членом Комитета по вопросам топливно-энергетического комплекса, ядерной политики и ядерной безопасности. 

## Семья
Украинец. Есть брат-близнец Игорь. Отец, Григорий Николаевич, работал строителем, а мать, Надежда Григорьевна, — бухгалтером. Супруга Елена Николаевна. Сын Александр, дочь Маргарита. 